# مستقبلات الغلوبولين المناعي البوليمرية
مستقبل الغلوبولين المناعي البوليمرية (pIgR) هو بروتين عبر الغشاء يتم ترميزه في البشر بواسطة جين PIGR. هو مستقبل Fc الذي يسهل عملية انتقال الخلايا للأشكال الإسوية البوليمرية القابلة للذوبان من الغلوبولين المناعي أ والغلوبولين المناعي م (pIg) والمجمعات المناعية. توجد مستقبلات الغلوبولين المناعي البوليمري بشكل رئيسي على البطانة الظهارية للأسطح المخاطية في الجهاز الهضمي. تكوين المستقبل معقد، بما في ذلك 6 مجالات شبيهة بالغلوبيولين المناعي، ومنطقة عبر الغشاء، ومجال داخل الخلايا. يخضع تعبير مستقبل الغلوبولين المناعي البوليمري للتنظيم القوي للسيتوكينات والهرمونات والمحفزات المسببة للأمراض.

## البنية
ينتج مستقبل الغلوبولين المناعي البوليمري عن طريق الخلايا الظهارية المعوية (IECs) والخلايا الظهارية القصبية. ينتمي مستقبل الغلوبولين المناعي البوليمري إلى عائلة بروتينات الغشاء من النوع الأول. يحتوي الجزء خارج الخلية من البروتين على 6 مجالات: 5 مجالات تطورية شبيهة بالغلوبيولين المناعي، ومجال واحد غير متماثل، والذي يشارك في الانقسام التحلل للبروتين لمركب مستقبل الغلوبولين المناعي البوليمري والغلوبولين المناعي من الجانب القمي من IECs. إن المجال الطويل جدًا داخل الخلايا للمستقبل، جنبًا إلى جنب مع منطقة الغشاء، مسؤولان عن نقل الإشارات المحفوظة للغاية. أثناء عملية التحويل الخلوي، يربط جزء أساسي من مستقبل الغلوبولين المناعي البوليمري، المكون الإفرازي، بالرابط ثم يتشقق لاحقًا ليشكل IgA مفرزًا يعمل بكامل طاقته.

## تاريخ
أظهر بير براندزياج أن المكون الإفرازي يعمل كمستقبل لغشاء البلازما على الخلايا الظهارية للغلوبولين المناعي البوليمري A والغلوبولين المناعي M. كان هذا متناقضًا، حيث إن المكون الإفرازي هو بروتين قابل للذوبان، في حين أن مستقبلات غشاء البلازما هي بروتينات عبر الغشاء. اقترحت نماذج عديدة لكيفية عمل المكون الإفرازي كمستقبل، على الرغم من أن أيا من هذه النماذج لم يحل هذه المفارقة. وجد كيث موستوف وزملاؤه أن المكون الإفرازي كان عبارة عن جزء محلل للبروتين من سلائف عبر الغشاء، مستقبل الغلوبولين المناعي البوليمري، ما دفعهم إلى اقتراح النموذج المقبول حاليًا.

## الوظيفة
مستقبل الغلوبولين المناعي البوليمري هو المسؤول عن انتقال الخلايا من IgA الثنائي القابل للذوبان، وIgM الخماسي، والمركبات المناعية من القاعدة الوحشية إلى سطح الخلية الظهارية المخاطية القمية. يتميز مستقبل الغلوبولين المناعي البوليمري بخصوصية قوية للغلوبيولينات المناعية البوليمرية ولا يستجيب للغلوبيولين المناعي الأحادي. تعتبر سلسلة J ليجند مسؤولة عن ربط مستقبل الغلوبولين المناعي البوليمري بالرابط الخاص به.

### عبور الخلايا
تتكون عملية نقل الغلوبولينات المناعية البوليمرية من الجانب القمي إلى الجانب القمي، والمعروفة باسم التحويل الخلوي، من عدة خطوات متميزة. يبدأ التحول الخلوي إما عن طريق ربط IgA ثنائي القطب بالمستقبل أو الفسفرة لبقايا Ser-664 للمستقبل. يجري استيعاب كل من مستقبل الغلوبولين المناعي البوليمري الحر والمرتبط بـ IgA. ينقل المستقبل الداخلي إلى الجسيم الداخلي الوحشي المبكر. تعتمد الخطوة التالية لنقل مستقبل الغلوبولين المناعي البوليمري عبر الخلية (من خلال حجيرات حويصليَّة نبيبية إلى جسيم داخلي لإعادة التدوير قمي) على الأنابيب الدقيقة. عندما يصل مستقبل الغلوبولين المناعي البوليمري إلى الغشاء القمي، يولد الانقسام التحلل للبروتين إما مكونًا إفرازيًا حرًا لمركب SC-IgA، والذي يطلق في التجويف القمي. يحدث الانقسام عند تقاطع منطقة الغشاء للمستقبل والمجال 5.